# Théodore de Baudequin de Peuthy d'Huldenberghe
Théodore Albert Marie Antoine de Baudequin de Peuthy d'Huldenberghe (Huldenberg, 20 februari 1779 - Brussel, 23 mei 1863) was een Belgisch senator.

## Levensloop
De vader van Théodore was Idesbalde Baudequin de Peuthy (1744-1830) en de moeder Gabrielle de Croix. Hij behoorde tot een oude familie, waaraan adel en titels werden verleend in 1589, 1623 en 1766. Zoals zijn vader verkreeg hij in 1816 in het Verenigd Koninkrijk der Nederlanden adelserkenning en de titel van baron. De verlening gebeurde onder de extra lange naam de Baudequin de Peuthy d'Huldenberghe. 
Théodore was getrouwd met Philippine de Haultepenne. Dit maakte hem de schoonbroer van senator Louis de Haultepenne. Onder het Franse Keizerrijk werd hij burgemeester van Huldenberg en bekleedde dit ambt tot in 1854.
Onder het Verenigd Koninkrijk der Nederlanden werd hij kamerheer van koning Willem I en lid van de Provinciale Staten van de provincie  Zuid-Brabant.
Bij de eerste wetgevende verkiezingen van het Belgisch koninkrijk in 1831 werd hij verkozen tot katholiek senator voor het arrondissement Leuven en vervulde dit mandaat tot in 1835. Hij werd opnieuw tot senator verkozen in 1839 en bleef dit tot in 1847.